# آلکامارینایوک
آلکامارینایوک (به اسپانیایی: Alcamarinayoc) یک کوه در پرو است که در Peru, Cusco Region واقع شده‌است. آلکامارینایوک ۶٬۱۰۲ متر بالاتر از سطح دریا واقع شده‌است.